# Бокарево (Большесельский район)
Бокарево — деревня в Вареговского сельского поселения Большесельского района Ярославской области.

## История
Деревня Бокарева указана на плане Генерального межевания Борисоглебского уезда 1792 года. В 1825 году Борисоглебский уезд был объединён с Романовским уездом. По сведениям 1859 года деревня относилась к Романово-Борисоглебскому уезду.

## Население
По данным статистического сборника «Сельские населенные пункты Ярославской области на 1 января 2007 года», в деревне Бокарево не числится постоянных жителей.

## География
Деревня расположена к юго-востоку от Варегово, центра сельского поселения. Она стоит к востоку от обширного района торфозаготовок Варегово болото, между болотом и правым берегом реки Лиховодка, первого левого притока Печегды. Деревня расположена на открытой местности. По западой окраине деревни проходит дорога от Варегово к проходящей южнее трассе Ярославль—Большое село, на противоположной стороне дороги напротив Бокарево ранее была деревня Федьково. К северо-западу от Бокарева на дороге стоят деревни Ермаково и Першино. А в юго-восточном направлении дорога выходит к мосту через Печегду.